# Weverse
Weverse (кор. 위버스) — южнокорейское мобильное приложение и веб-платформа, разработанная компанией Hybe Corporation. Приложение предназначено для размещения мультимедийного контента, продажи товаров, связанных с артистами, подписки на контент и общения между артистами и фанатами.
Weverse — это приложение, предлагающее разнообразный бесплатный и платный контент, включая образовательные и развлекательные видео, обновления в стиле Instagram Stories, а также взаимодействие между артистами и фанатами и сообщества для общения пользователей. Приложение также используется для публикации официальных заявлений компании Hybe (ранее известной как Big Hit Entertainment) от имени артистов, подписанных на её лейблы.
Программное обеспечение разработано технологической дочерней компанией Hybe — Weverse Company (ранее известной как beNX). По состоянию на 2023 год, Weverse имеет более 10 миллионов пользователей в месяц.

## Разработка
Приложение было разработано Weverse Company (ранее известной как beNX), дочерней технологической компанией Hybe Corporation (ранее известной как Big Hit Entertainment), специализирующейся на цифровых платформах и обслуживании клиентов. По словам тогдашнего президента Weverse Company, Со Усока, приложение было создано для предоставления K-pop артистам платформы для взаимодействия с поклонниками «на более глубоком уровне», чем это возможно на YouTube или Twitter, которые делают акцент на доставке контента, а не на общении. Бывший со-генеральный директор Hybe, Лензо Юн, охарактеризовал приложение как «универсальное решение для музыкальной индустрии».
По словам Дженни Чжа, генерального директора консалтинговой компании в сфере цифровых медиа Infinitize, лидерам K-pop, таким как BTS, которые собрали значительную фан-базу, больше не нужно сосредотачиваться на том, чтобы их заметили, а следует сосредоточиться на монетизации и владении своим контентом. В интервью журналу Billboard Чжа объяснила, что лейблы стремятся создать актив, которым они могут владеть и использовать для продвижения других артистов и проектов, поскольку знают, что фанаты будут следовать за контентом. Это обеспечивает долгосрочную стабильность для лейбла.
Hybe запустила платформу электронной коммерции Weply в июне 2019 года. Впоследствии она была преобразована в приложение Weverse Shop.
О разработке приложения впервые было объявлено в октябре 2019 года через рекламу, показанную в начале трёхдневного стадионного тура BTS Love Yourself: Speak Yourself в Сеуле, Республика Корея. Реклама одновременно транслировалась для 130 000 зрителей на концерте, а также для тех, кто смотрел прямую трансляцию и в кинотеатрах.
27 января 2021 года компания Naver Corporation объявила о передаче своего сервиса V Live компании Weverse и его интеграции с платформой Weverse. 1 января 2023 года сервис V Live был официально закрыт.

## Платформы и контент
Weverse доступна в виде веб-сайта и одноимённого приложения, ориентированного на электронную коммерцию, развлечения и общение. Приложение можно бесплатно скачать для Android в Google Play Store, для iOS в Apple App Store, а также для Fire TV, Samsung Smart TV, LG Smart TV, Android TV и Apple TV в соответствующих магазинах приложений. Веб-платформа и приложение предлагают разнообразный контент, доступный как бесплатно, так и по подписке, включая видео, обновления в стиле Instagram Stories, а также возможности взаимодействия между артистами и поклонниками и создание сообществ для пользователей. Сообщества групп или артистов, которые больше не активны или распались (например, GFriend, NU'EST), остаются открытыми на Weverse, хотя функции создания новых постов и редактирования профилей для них недоступны.
Подписки на отдельные серии, размещённые на Weverse, а также фан-членства и товары различных артистов, использующих платформу, первоначально были доступны для покупки через приложение и веб-сайт Weverse Shop. После интеграции всех функций и услуг магазина в приложение Weverse, когда 7 мая 2024 года на главный экран был добавлен специальный значок магазина, приложение Weverse Shop было прекращено.

## Артисты
Tomorrow X Together стала первой группой, присоединившейся к самой ранней версии Weverse 11 июня 2019 года. Впоследствии, 1 июля, к платформе присоединились BTS, а 1 августа — GFriend. С тех пор к Weverse присоединились различные артисты, подписанные на лейблы, входящие в мультилейбловую систему Hybe (например, Seventeen, BoyNextDoor, Le Sserafim), а также группы, созданные в рамках совместных проектов (например, Enhypen).
Артисты из YG Entertainment, такие как Blackpink, Winner и Treasure, начали присоединяться к платформе в 2021 году после того, как Big Hit инвестировала в YG Plus.
Международные артисты под лейблом Universal Music Group, такие как Грейси Абрамс, New Hope Club, Alexander 23 и Джереми Цукер, также используют эту платформу в рамках официального партнерства с Hybe, заключенного в том же году.
12 сентября 2023 года артисты SM Entertainment присоединились к платформе, перенеся свои аккаунты с собственной платформы лейбла Kwangya Club. Это произошло в рамках соглашения между SM, Hybe и Kakao Entertainment, заключенного в начале 2023 года после спора о правах на управление SM Entertainment.
Среди японских артистов на платформе можно выделить XG, Юрина Хиратэ, группу AKB48 и Yoasobi.

## Концерты

### Концерты Weverse
| Дата               | Название                                | Место                                                      | Организатор(ы)               | Посещаемость                             | Лайн-ап | Ист.   |
| ------------------ | --------------------------------------- | ---------------------------------------------------------- | ---------------------------- | ---------------------------------------- | --- | ------ |
| 31 декабря 2020    | Новогодний концерт 2021 года от Weverse | Weverse (онлайн)                                           | Hybe Labels, Weverse         | н/д                                      | Bumzu BTS Enhypen GFriend Lee Hyun NU'EST Tomorrow X Together | [ 37 ] |
| 31 декабря 2021    | Weverse Con 2022: новая эра             | KINTEX Hall 4 (оффлайн) Weverse, Venewlive (онлайн)        | Hybe Labels, Weverse         | н/д                                      | Джастин Бибер (только онлайн) Bumzu Dvwn Enhypen Fromis 9 Lee Hyun Seventeen Tomorrow X Together | [ 38 ] |
| 15 октября 2022    | BTS ещё не приехали в Пусан             | Главный стадион Азиады в Пусане (оффлайн) Weverse (онлайн) | Hybe, Big Hit Music, Weverse | 50 000 (оффлайн) 49,07 миллиона (онлайн) | BTS | [ 39 ] |
| 10-11 июня 2023    | Фестиваль Weverse Con 2023              | KSPO Dome (оффлайн) Weverse (онлайн)                       | Hybe, Weverse                | н/д                                      | &Team Пэкхо BoyNextDoor BtoB Bumzu Dvwn Enhypen Fromis 9 Hyolyn Le Sserafim Lee Hyun Lightsum Minhyun Moonchild NewJeans Ом Джонхва Tomorrow X Together Xia Зико Джереми Цукер                                          | [ 40 ] |
| 15-16 июня 2024    | Фестиваль Weverse Con 2024              | Inspire Entertainment Resort (оффлайн) Weverse (онлайн)    | Hybe, Weverse                | 22 000 (оффлайн) 18 000 (онлайн)         | &Team 10cm Billlie BoyNextDoor Eunkwang and Hyunsik Chuu Enhypen Fromis 9 Illit Imase JD1 Just B Kim Jae-joong Le Sserafim Lee Sung-kyung J.Y. Park Plave Seventeen The New Six Tomorrow X Together TWS Xia Yoasobi     | [ 41 ] |
| 31 мая-1 июня 2025 | Фестиваль Weverse Con 2025              | Inspire Entertainment Resort (оффлайн) Weverse (онлайн)    | Hybe, Weverse                | TBA                                      | &Team 10cm BoyNextDoor Chuu Dreamcatcher (Jiu, Sua, Yoohyeon) Illit Fifty Fifty Jeong Sun-ah Kyuhyun Lee Mu-jin Lee Chang-sub Lightsum Lun8 Min Kyoung-ah Nell Nowadays P1Harmony QWER Tomorrow X Together Treasure TWS | [ 42 ] |